# Mediterranean Conference Centre
Das Mediterranean Conference Centre, kurz auch MCC, (maltesisch Dar il-Mediterran-Għall-Konferenzi deutsch: Mediterranes Kongresszentrum) ist ein Kongresszentrum und eine Veranstaltungshalle in der maltesischen Hauptstadt Valletta. 

## Geschichte
Es wurde im 16. Jahrhundert vom Malteserorden als Krankenhaus unter dem Namen „Sacra Infermeria“ gebaut. Das „Sacra Infermeria“ bestand ursprünglich aus zwei Stationen mit einem zentralen Innenhof, wurde aber später zu sechs Stationen erweitert. Die Haupthalle war einst die größte Halle Europas mit einer Länge von 480 Metern. Das Gebäude wurde vollständig aus Kalkstein erbaut. In den letzten Jahrzehnten wurde es immer wieder renoviert.

## Heutige Nutzung
Das Gebäude wird heute für Bankette, Ausstellungen, internationale Versammlungen und Theateraufführungen sowie für Konzerte genutzt. Die größte Halle, die „Republic Hall“, die sich je nach Veranstaltung variieren lässt, verfügt über eine Kapazität von bis zu 1.500 Personen.

## Veranstaltungen
Neben einigen Kongressen war das MCC schon häufig Austragungsort für einige maltesische Vorentscheide des Eurovision Song Contest. Der Junior Eurovision Song Contest 2016 fand ebenfalls im MCC statt. 2017 war das MCC Austragungsort für den Eurovision Young Dancers Contest 2017. Darüber hinaus war das MCC im November 2015 auch Austragungsort des Valletta-Gipfeltreffens für Migrationsfragen (Valletta Summit on Migration), an dem die Regierungen der Mitgliedsstaaten der Europäischen Union und der Afrikanischen Union teilnahmen.